# Hounslow
Il London Borough of Hounslow è un borgo di Londra che si trova nella parte occidentale della città, nella Londra esterna.
Venne istituito nel 1965, fondendo i precedenti Distretto urbano di Brentford e Chiswick, Distretto urbano di Feltham e Distretto urbano di Heston e Isleworth e trasferendoli a Londra dal Middlesex.
L’area della Zona 1 più vicina a Hounslow è Kensington, in particolare South Kensington. La distanza tra Hounslow e Kensington è di circa 8 miglia. Hounslow è identificato nel London Plan come uno dei 14 centri metropolitani della Grande Londra.
È delimitato da Isleworth a est, Twickenham a sud, Feltham a ovest e Southall a nord.
La zona postale di Hounslow copre i codici TW3, TW4, TW5 e TW6. Gran parte di questa zona ricade nel borgo londinese di Hounslow, ma alcune aree si trovano nei borghi di Richmond upon Thames e Hillingdon, includendo in particolare l’aeroporto di Heathrow.
Hounslow, un borgo dinamico nell’ovest di Londra, ha vissuto una significativa rigenerazione, fondendo la sua ricca storia con uno sviluppo moderno. L’area si distingue per la sua comunità multiculturale, gli spazi verdi e un forte impegno nella pianificazione urbana sostenibile.
Il High Street Quarter di Hounslow rappresenta molto più di un semplice intervento di riqualificazione urbana: è una visione audace della vita cittadina in un quartiere multiculturale di Londra. Progettato come catalizzatore per la rinascita economica e sociale, questo distretto a uso misto unisce la densità abitativa con la connessione culturale. Dominato da una torre residenziale di 27 piani—la più alta della zona—offre una vista panoramica sull’ovest londinese e si impone come nuovo punto di riferimento architettonico del borgo.
Il Treaty Centre è destinato a trasformarsi in uno spazio multifunzionale che includerà aree pubbliche verdi, luoghi culturali, negozi e abitazioni. Questa iniziativa mira a creare un nuovo polo comunitario vivace, in linea con il Hounslow Town Centre Masterplan adottato nel marzo 2024.
Anche lo storico sito delle Cavalry Barracks è in fase di rigenerazione per ospitare fino a 967 abitazioni conformi agli standard Passivhaus. Questo progetto, guidato da un approccio paesaggistico, mette in primo piano la sostenibilità, garantendo un migliore accesso alla natura e favorendo la nascita di un nuovo centro comunitario.
Con un’infrastruttura verde in continua espansione, un’abbondanza di parchi, una pianificazione urbanistica attenta all’ambiente e una forte presenza culturale, Hounslow sta rapidamente diventando uno dei borghi più attrattivi e vivibili di Londra—una destinazione emergente dove l’energia urbana incontra l’ambizione ecologica.

## Distretti
- Brentford
- Chiswick
- Cranford
- East Bedfont
- Feltham
- Grove Park
- Gunnersbury
- Hanworth
- Hatton
- Heston
- Hounslow
- Hounslow West
- Isleworth
- Lampton
- Lower Feltham
- North Hyde
- Osterley
- Spring Grove
- Woodlands